# Edson Calderón
Calderón  Erazo est un nom espagnol. Le premier nom de famille, en général paternel, est Calderón ; le second, en général maternel, souvent omis, est Erazo.
Edson Arturo Calderón Erazo, né le 3 juin 1984 à Túquerres (département de Nariño), est un coureur cycliste colombien.

## Biographie

### 2013
En 2013, sa formation 472 - Colombia redevient une équipe continentale et il fait partie des membres sélectionnés pour disputer des épreuves en Europe. Pour sa première confrontation avec le cyclisme du Vieux continent, il réalise quelques jolies performances. Ainsi lors de la Klasika Primavera, Edson Calderón, et avec Ever Rivera, dans la vingtaine de coureurs qui se dispute, au sprint, la victoire. Il termine neuvième. La semaine suivante, les coureurs disputent le Tour de Castille-et-León, épreuve sur trois jours. Lors de celles-ci, Edson Calderón et son coéquipier Juan Pablo Villegas terminent chaque jour dans le peloton. Seules des cassures au sein de celui-ci ne leur permettent pas d'intégrer le Top 10 (Calderón finit treizième). Enfin, il termine son périple sur le sol ibérique par le Tour de la communauté de Madrid. Il finit douzième au sommet du Puerto de la Morcuera (es). les six épreuves qu'il dispute lui rapporte dix points au classement de l'UCI Europe Tour 2013. 
Après avoir terminé ses quatre premières participations, il se présente à son cinquième Tour de Colombie consécutif, avec le rôle de leader de sa formation pour le classement général. Sa treizième place dans l'édition précédente et surtout sa victoire dans la sixième étape lui permettent d'espérer d'entrer pour la première fois dans le Top ten. Pourtant, il termine à une décevante trente-et-unième place à plus de cinquante minutes du vainqueur.
En août, il prend le départ du Tour du sud de la Bolivie. Après avoir terminé deuxième de trois des quatre premières étapes, il remporte la cinquième et finit deuxième au classement général final. Ces cinq jours de course lui rapportent les cinquante-trois points qu'il détient au classement de l'UCI America Tour 2013, lui permettant de se hisser à une flatteuse trente-septième place.

### 2016
Après une saison 2015, pourtant vierge de résultats marquants, en décembre, la Movistar Team Ecuador annonce la signature d'Edson Calderón pour 2016. Il y rejoint un compatriote, l'ancien coureur Alberto Camargo, directeur sportif de la formation. 

## Palmarès
- 2010
  - 2e du championnat de Colombie sur route
- 2012
  - 2e étape de la Clásica de Anapoima
  - 6e étape du Tour de Colombie
  - 3e de la Vuelta al Valle del Cauca
- 2013
  - 5e étape de la Tour du sud de la Bolivie
  - 2e du Tour du sud de la Bolivie

## Classements mondiaux
| Année            | 2012 | 2013 | 2014 |
| ---------------- | ---- | ---- | ---- |
| UCI America Tour | 238e | 37e  | 252e |
| UCI Europe Tour  |      | 820e | 862e |